# Kriminaldauerdienst
Der Kriminaldauerdienst (KDD) ist ein „Rund um die Uhr“-Bereitschaftsdienst der deutschen Kriminalpolizei. Die Mitarbeiter des Kriminaldauerdienstes arbeiten dabei in Schichten. In erster Linie übernimmt der KDD den Auswertungsangriff und die ersten kriminalpolizeilichen Maßnahmen im mutmaßlichen Auftrag des entsprechenden Kriminalkommissariates oder der entsprechenden Kriminalinspektion.
Bei Tatorten oder Straftaten, die einen erhöhten Personaleinsatz erfordern, ist der KDD auch befugt bzw. verpflichtet, außerhalb der gewöhnlichen Dienstzeiten die eigentlich zuständige Dienststelle zu informieren. Gegebenenfalls übernimmt diese dann sofort die weitere Sachbearbeitung. Zudem ist bei größeren Lagen die Alarmierung von Vorgesetzten und Einsatzkräften eine der zentralen Aufgaben.
Die Struktur der Kriminaldauerdienste ist, da die Ausgestaltung der Polizei grundsätzlich Ländersache ist, von Land zu Land verschieden. Im Grunde steht ein KDD jedoch in jedem größeren Polizeipräsidium bzw. jeder größeren Polizeidirektion zur Verfügung. Auch die Landeskriminalämter sowie das Bundeskriminalamt unterhalten einen KDD.
Zum Teil ist bei manchen Dienststellen noch ein regulärer Bereitschaftsdienst vorhanden, der über den örtlichen Polizeiführer vom Dienst aufgerufen werden kann.